# Sill Optics
  Sill Optics  ist ein deutscher Hersteller von Linsen und technischen Objektiven. Gründungsort des Familienunternehmens ist Nürnberg in Bayern. Heute befindet sich die Produktion an zwei Standorten in Wendelstein, südlich von Nürnberg.

## Geschichte
Im Jahr 1894 wurde die Glasschleiferei in der Schwabenmühle durch Julius Ernst Sill gegründet. Die Schleifmaschinen für Brillen-, Lupen- und Lesegläser werden durch die Wasserkraft der Pegnitz angetrieben. Schon 1902 wurde die Produktion erweitert und in die Nägeleinsmühle verlagert. Es wurden auch Linsen für die Laterna Magica und für Beleuchtungen hergestellt. 1912 wurden Glasschmelzöfen für die Formung von Presslingen errichtet. 1923 wird die Produktion nach Sorg verlagert. Man fing an Spiegel und große Linsen zu produzieren, genauso wie Projektions-Objektive. 1934 wurde das Werk in "Optisches Werk Julius Ernst Sill" umbenannt. Im Jahr 1948 begann die Produktion von Correctal Brillengläsern und Beleuchtungsobjektiven für die Industrie. 1950 wurde sie um Präzisionsfertigung für Projektions-, Kino- und Vergrößerungsobjektive erweitert. 1959 werden Optikwerkzeuge der OHG aus Osterode zugekauft. 1964 fand die Akquisition des Unternehmens Roeschlein, Bad Kreuznach statt. Beide Unternehmen wurden 1966 durch Hannes Horr in J.E. Sill integriert. Dadurch war man nun in der Lage Linsen nach Kundenzeichnungen zu fertigen. 1970 wurden die Profil-Projektions-Objektive entwickelt und schon 1978 baute man einen Vertrieb in den USA auf. 1986 wurde in SyncroSpeed-Motorsteuerungen investiert, eine eigene Optikberechnung und Designabteilung gegründet und mit der Produktion von Scan-Objektiven begonnen. 1989 wurde das Unternehmen von Melles Griot übernommen. Durch die Reprivatisierung im Jahr 1994 konnte die Auftragslage wieder stabilisiert werden. 1995 wurden CNC-Maschinen zum Fräsen, Polieren und Zentrieren angeschafft. 1998 erweiterte es die Präzisionsfertigung bis zu einem Durchmesser von 650,0 mm. 1999 wurde das neue Betriebsgelände im Industriegebiet von Wendelstein erworben, wohin die Produktion zog. 2001 wurde das neue Gelände um 300 m² für Schlosserei und Werkserhaltung erweitert und auch die Verwaltung und Montage zog ein. Im gleichen Jahr wurde mit dem Aufbau einer eigenen Vergütungsabteilung angefangen. Im Jahr 2004 wurde das Unternehmen Optolyth Optik übernommen. 2006 begann der Bau eines neuen Gebäudes für Verwaltung, Prüfung und Reinraumfertigung. 2008 Anschaffung und Inbetriebnahme einer Vergütungsanlage für Linsen mit bis zu 350 mm Durchmesser.

### Optolyth

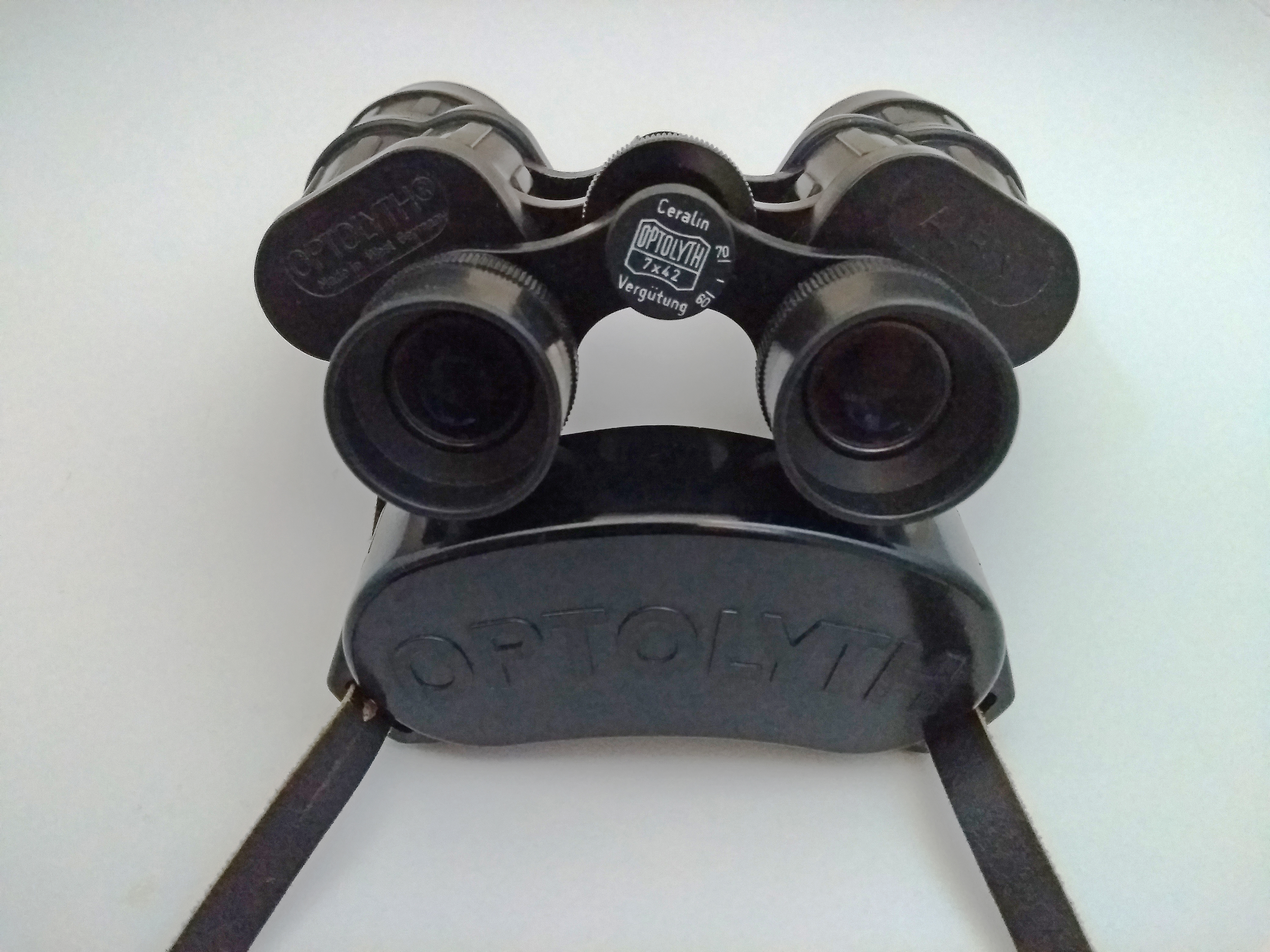
Optolyth Alpin 7×42 Fernglas

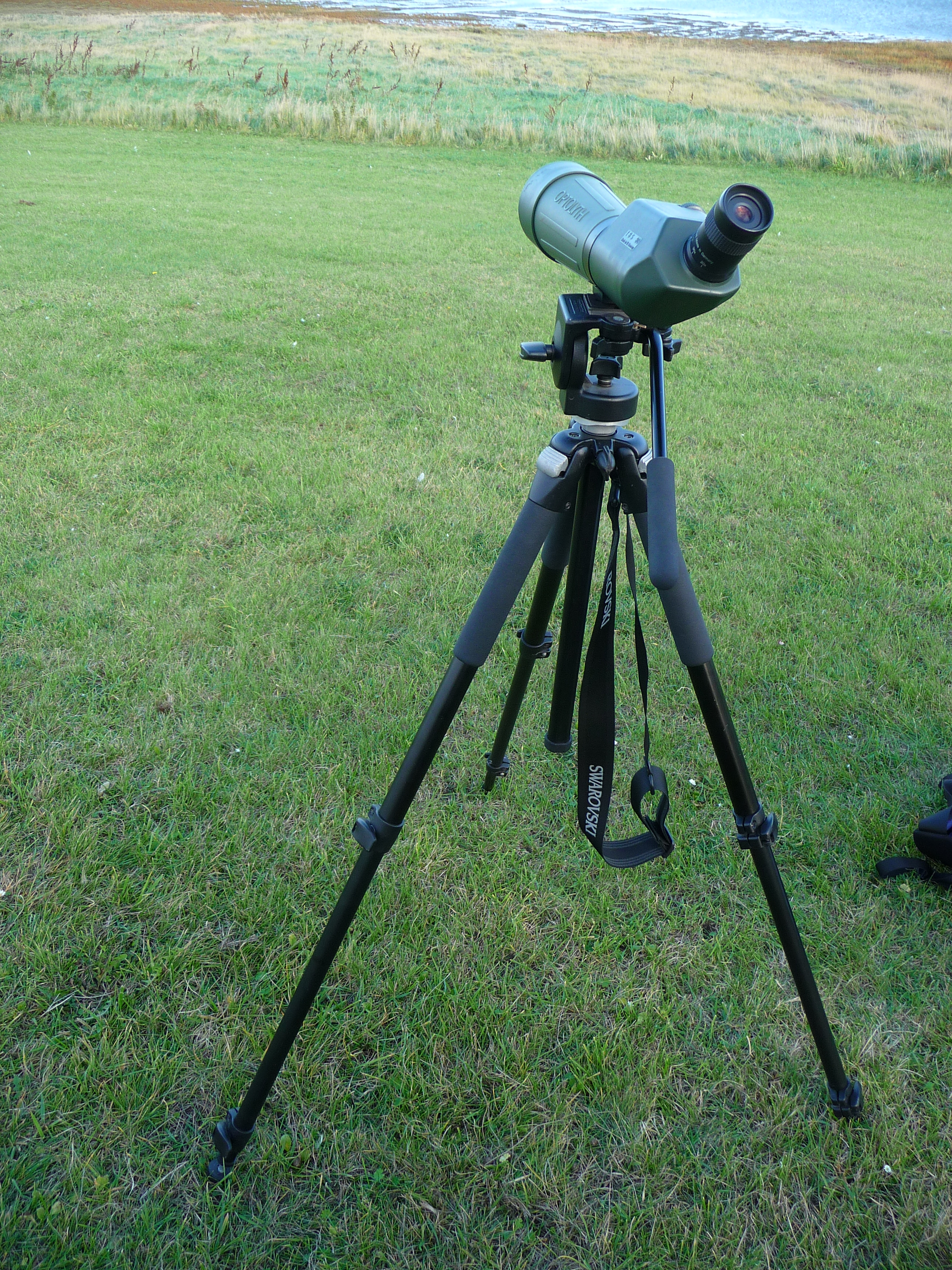
Aufgebautes Optolyth Spektiv

Im Jahr 1856 gründete der Optikmeister Johann Georg Sill in Nürnberg in der Schwabenmühle die optische Schleiferei J. G. Sill. Er benutzte dort zum Antrieb seiner Maschinen Wasserkraft. 1860 wurden die Räume zu klein, er verlegte den Betrieb nach dem Riesenschritt 20, wo er blieb, bis ihn die Kriegseinwirkungen 1945 restlos zerstörten.
Nach dem Tod von J. G. Sill übernahm seine Tochter Maria Roth, geborene Sill, den Betrieb, den sie bis 1914 führte. Ihr Sohn, Emil Casimir Roth, übernahm nach guter fachlicher Ausbildung die optische Schleiferei J. G. Sill und wandelte den Betrieb in E. C. Roth um.
Der Bruder von E. C. Roth war gleichfalls mit im Betrieb; beide wurden 1914 zum Kriegsdienst eingezogen, wo der Bruder als Fliegeroffizier 1918 fiel. Während des Ersten Weltkrieges lösten in Abwesenheit von E. C. Roth und seines Bruders die Verwandten den Betrieb auf, die Maschinen waren verkauft, so dass E. C. Roth nach seiner Rückkehr den Betrieb neu aufbauen musste.
1922 konnte der neu entstandene Betrieb bereits wieder in das Handelsregister eingetragen werden unter der Firmenbezeichnung "Optische Glasschleiferei Emil Casimir Roth". Roth stellte damals Optiken für optische Spielwaren her, besonders für billige Galileische Ferngläser, aber auch Kaleidoskope und Teleskope, teils in Heimarbeit.
E. C. Roth hatte zwischenzeitlich seine Meisterprüfung gemacht.
Im Frühjahr 1945 legte bei einem Fliegerangriff eine Luftmine den Betrieb am Riesenschritt in Schutt und Asche. E. C. Roth hatte die Produktion bereits 1941 nach Oed verlegt, wo er seit 1939 einen Betrieb besaß.
Der Betrieb in Oed wurde umgerüstet und, um den Kriegswirren zu entgehen, auch die Produktion und ein kleiner Teil der Maschinen nach Oed verlagert.
Nach der Währungsreform 1948 begann Walter Roth mit der Unterstützung seines Vaters E. C. Roth, den Betrieb wieder aufzubauen. Die Fertigung von Leselupen begann mit wenigen Mitarbeitern. Schnell gab es eine Umstellung auf die Fertigung von billigen Ferngläsern. Später stieg das Unternehmen auf die Produktion von Prismengläsern um. Das Schwergewicht der Fertigung lag schon immer auf Optiken; von den damals billigen Teilen steigerte sich die Fertigung zu hochpräzisen Optiken.
Die verschiedensten Firmenbezeichnungen von "E. C. Roth" über "Walter Roth" wurden in den 1980er Jahren unter dem Gesamtbegriff und Wortbildzeichen "Optolyth" zusammengefasst.
Nachdem im Jahr 2004 Optolyth Optik von Sill Optics erworben und die Produktion nach Wendelstein/Nürnberg verlagert wurde, erfolgte 2008 die Zusammenlegung beider Betriebe durch den geschäftsführenden Gesellschafter Berndt Zingrebe, der damit die beiden Betriebe wieder unter dem Ursprungsnamen Sill Optics vereint hatte.
2023 teilte Sill Optics mit, dass der Optolyth-Vertrieb und auch der Reparaturservice zum 30. September 2023 dauerhaft eingestellt wird.

## Kernkompetenzen
- Optik-Design (Zemax)
- CAD (SolidWorks)
- Prototypenfertigung (CNC-Maschinen)
- Messtechnik für optische Systeme (Berechnung der Modulationsübertragungsfunktion, Interferometrie, Spektralphotometrie etc.)
- Optik-Fertigung (inkl. Magnetorheologisches Polieren)
- Feinmechanik
- Aufdampfen von Dünnschichten

## Produkte
- Laseroptiken
  - F-Theta-Objektive
  - Strahlaufweiter
  - Fokussierlinsen
  - Zubehör (z. B. Schutzgläser)
- Optik für die Bildverarbeitung
  - Telezentrische Objektive
  - CCD-Objektive
- Beleuchtungsoptiken für die Bildverarbeitung
  - Telezentrische LED-Kondensoren
  - Telezentrische Lichteinkopplung für Objektive
- OEM Optiken
- Einzellinsen
  - zum Beispiel Glasdome für Unterwasser-Kamera-Gehäuse
  - Achromate
- Sportoptik (Optolyth, bis 30. September 2023)[3]
  - Ferngläser
  - Spektive

## Vertrieb
Die Produkte von Sill Optics werden weltweit vertrieben. Unter anderem gibt es Distributoren in Japan, Israel, Korea, Schweden, Singapore und den USA.

## Sonstiges
Das Unternehmen ist Partner der Fraunhofer-Allianz Vision sowie Mitglied im Kompetenznetzwerk Optische Technologien bayern photonics und im Spectaris Verband.